# Святочное полено

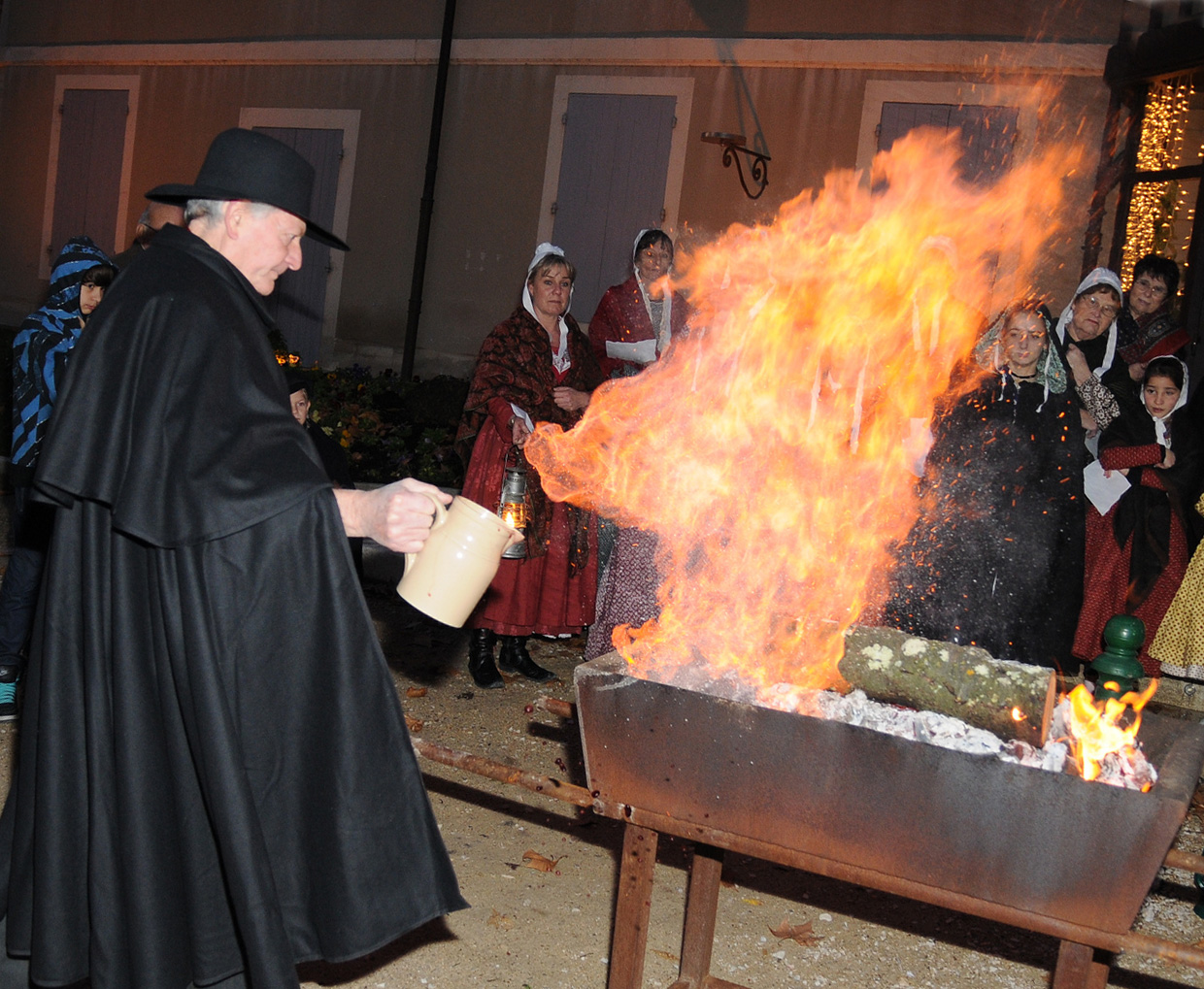
Сожжение святочного полена в Провансе

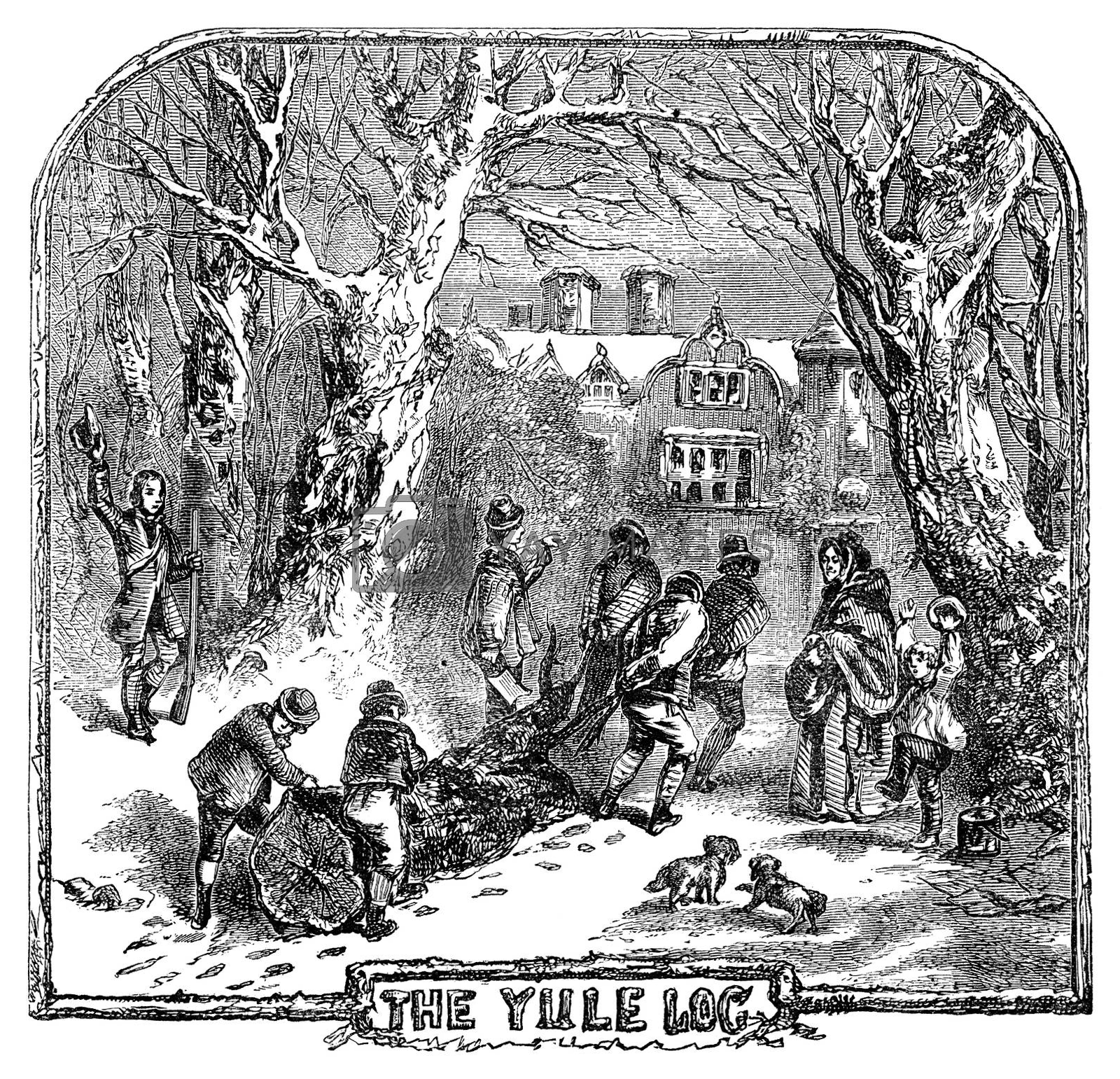
Вырубка йольского полена. Иллюстрация из «Chambers Book of Days» (1864)

Свя́точное поле́но (др.-сканд. Yule (c)log) — европейская рождественская традиция сжигания в очаге специально подобранного чурбана. 
Происхождение обычая неясно. Согласно распространённому мнению, как и другие традиции, связанные с Йолем, обычай может в конечном итоге проистекать из германского язычества. После христианизации Скандинавии он был включён в христианское празднование Рождества и потерял языческую символику. С другой стороны, первые упоминания святочного полена относятся лишь к XVI веку, поэтому высказывается гипотеза об изобретении этой традиции в раннее Новое время. Согласно христианской интерпретации, разгорающийся всё ярче и жарче огонь, превращающий полено в пепел, символизирует окончательную победу Христа над грехом.
Этот обычай был широко распространен в Европе, при этом более всего процветал в Англии, Франции и среди южных славян (по крайней мере, большинство сведений о нём исходит из этих стран). Оказал влияние на традиции празднования Рождества и Нового года.
В наши дни обычай сохранился в Провансе (где носит название cacho-fio), хотя его популярность постепенно сходит на нет. В остальной Франции святочное полено фигурирует только как символ, в виде десерта под названием «рождественское полено», популярного на Рождество.

## Интерпретациямифологической школы
Фольклористы мифологической школы считали традицию языческой и связывали с зимним солнцестоянием. Предпочтение отдавалось брёвнам священного дуба. Дубовое полено медленно прогорало в очаге. На следующий год, когда в очаг помещали новое полено, «остатки старого растирали в порошок и рассеивали по полям в течение двенадцати ночей, что, как предполагали, должно было способствовать росту хлебов». Предполагается, что ритуал сожжения бревна символически представлял гибель света во время декабрьского солнцестояния, а заодно празднование его возрождения.